# Rebecca Tegg
Rebecca Tegg (ur. 18 grudnia 1985 w Auckland) – nowozelandzka piłkarka grająca na pozycji napastnika, zawodniczka Melbourne Victory i reprezentacji Nowej Zelandii, w której zadebiutowała 19 lipca 2007 w meczu przeciwko Australii. Uczestniczka Mistrzostw Świata 2007 oraz XXIX Igrzysk Olimpijskich w Pekinie (2008).